# Суперкубок Швейцарії з футболу
Суперку́бок Швейца́рії з футбо́лу — колишній одноматчевий турнір, у якому грали володар кубка Швейцарії та чемпіон попереднього сезону. У випадку, якщо кубок і чемпіонат вигравала одна команда, то в суперкубку грали вона грала з фіналістом кубку. Проходив з 1986 по 1990 роки.

## Фінали
| Дата           | Переможець   | Фіналіст     | Рахунок          | Місце                          |
| -------------- | ------------ | ------------ | ---------------- | ------------------------------ |
| 3 серпня 1986  | Янг Бойз     | Сьйон        | 3 — 1            | Ванкдорфштадіон, Берн          |
| 4 серпня 1987  | Ксамакс      | Янг Бойз     | 3 — 0            | Стад де ла Маладьєр, Невшатель |
| 19 липня 1988  | Ксамакс      | Грассхопперс | 2 — 2 3 — 0 пен. | Брюггліфельд, Аарау            |
| 17 червня 1989 | Грассхопперс | Люцерн       | 4 — 2            | Ванкдорфштадіон, Берн          |
| 21 серпня 1990 | Ксамакс      | Грассхопперс | 1 — 1 4 — 3 пен. | Гардтурм, Цюрих                |

У 1990 році Грассхопперс виграв чемпіонат і кубок, тому в фіналі грав фіналіст кубка Ксамакс.

## Кращі клуби
| Клуб         | Перемоги | Роки             |
| ------------ | -------- | ---------------- |
| Ксамакс      | 3        | 1987, 1988, 1990 |
| Янг Бойз     | 1        | 1986             |
| Грассхопперс | 1        | 1989             |